# Saint-Michel-Chef-Chef

Saint-Michel-Chef-Chef este o comună în departamentul Loire-Atlantique, Franța. În 2009 avea o populație de 4,404 de locuitori.